# مایکل جای وایت
مایکل ریچارد جای وایت ( به انگلیسی: Michael Richard  Jai White) (متولد ۱۰ نوامبر ۱۹۶۷) رزمی کار حرفه ای و بازیگر اهل ایالات متحده آمریکا است.
وی اولین هنرپیشهٔ آمریکایی آفریقایی می‌باشد که نقش یک ابر قهرمان از سری کتاب‌های کمیک در سینما برای فیلم اسپاون (۱۹۹۷) به ایفای نقش پرداخته است. او یک کیوکوشین کار بوده و دارای کمربند مشکی در این سبک است و از آثار برجسته این هنرپیشه می‌توان به فیلم‌های شکست‌ناپذیر ۲، خون و استخوان، دینامیت سیاه، قدرت شاهین و عقب‌نشینی هرگز و سرباز جهانی بازگشت در کنار ژان کلود وان دام . اشاره کرد.

## زندگی

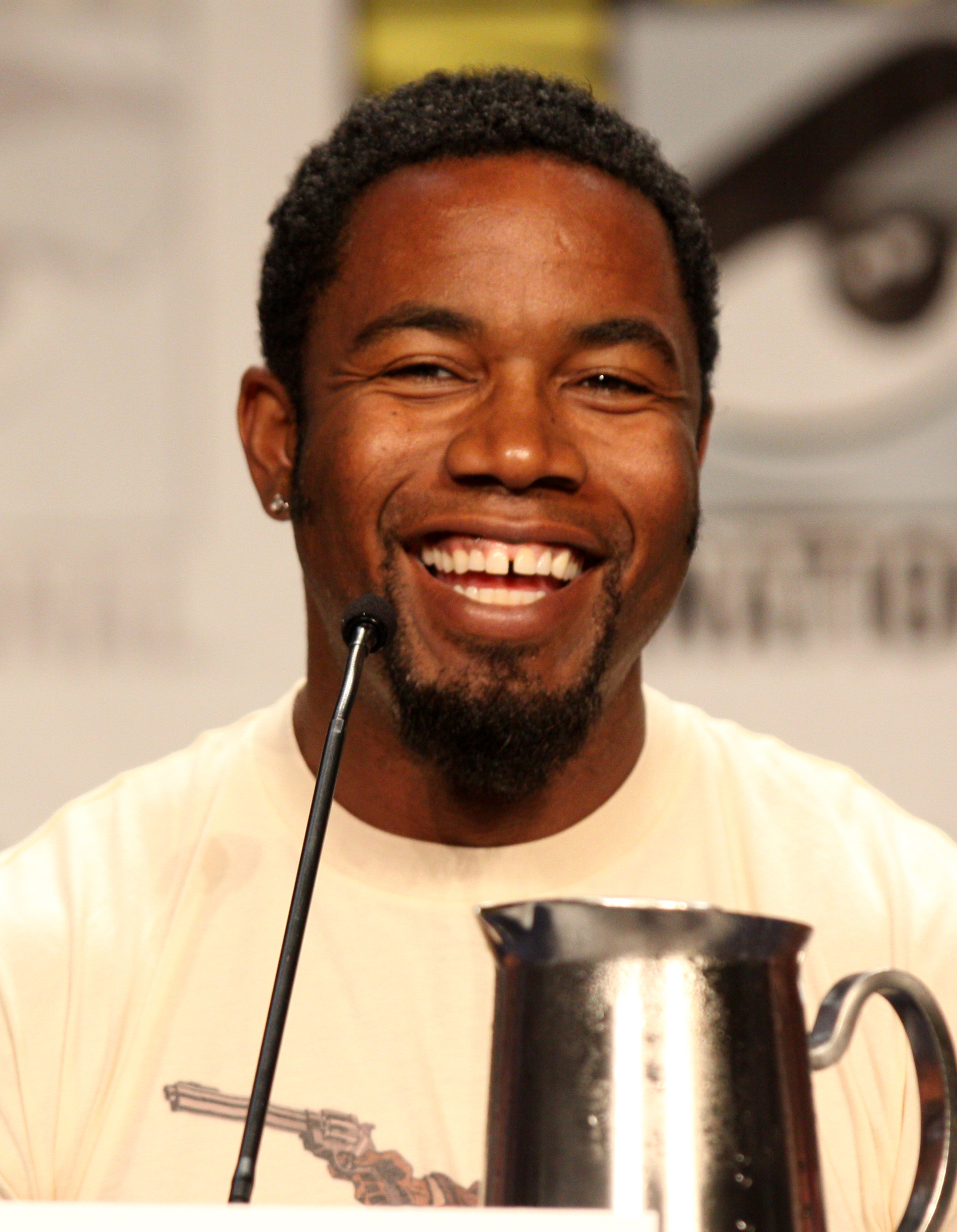
جای‌وایت در سال ۲۰۱۱

وایت در بروکلین، شهر نیویورک متولد شد و در نوجوانی به بریج پورت،کانتیکت رفت و در آنجا در سال ۱۹۸۵ از دبیرستان مرکزی فارغ التحصیل شد،وی بعدها از دانشگاه ایالتی کانتیکت در نیوهاون سی تی سی فارغ التحصیل شد
وایت یک رزمی کار در هشت سبک مختلف است: شوتوکان، گوجوریو (او نزد استاد ادی مورالس مهارت های کاراته خود ار افزایش داد و روش گوجوریو را بهتر یاد گرفت) تکواندو، کوبودو،تانگ سو دو،ووشو،جوجیتسو برزیلیو کیوکوشین
با تمرکز ویژه در کاراته کیوکوشین(گرچه سبک او جنبه های مختلفی از اشکال مختلف هنرهای رزمی را شامل می شود)
وایت از هفت سالگی با جوجیتسو فعالیت خود را شروع و آموزش هنرهای رزمی را آغاز کرد. بعدها شوتوکان رو نیز به خود اختصاص داد و بعد به سبک های دیگر رفت.

## فیلم‌شناسی

### فیلم
| سال  | عنوان                      | نقش              | توضیحات بیشتر                              | عنوان به انگلیسی                 |
| ---- | -------------------------- | ---------------- | ------------------------------------------ | -------------------------------- |
| ۱۹۹۷ | شهر صنعت                   | اودل ویلیامز     |                                            | City of Industry                 |
| ۱۹۹۷ | اسپاون                     | آلبرت            |                                            | Spawn                            |
| ۱۹۹۸ | قلدرها                     | پوینتی           |                                            | Thick as Thieves                 |
| ۱۹۹۹ | جهش                        | بن کوپر          |                                            | Mutiny                           |
| ۲۰۰۱ | زخم‌های کهنه                | لوئیس اشتروت     |                                            | Exit Wounds                      |
| ۲۰۰۲ | ترویز ۲: جعبه پاندورا      | همپتون هاینز     |                                            | Trois 2: Pandora's Box           |
| ۲۰۰۴ | شاهین نقره‌ای               | موریس            |                                            | Silver Hawk                      |
| ۲۰۰۶ | شکست‌ناپذیر ۲: آخرین پایمرد | جرج چمبرز        | فیلم ویدئویی، اولین همکاری با اسکات ادکینز | Undisputed II: Last Man Standing |
| ۲۰۰۷ | چرا ازدواج کردم؟           | مارکوس           |                                            | Why Did I Get Married            |
| ۲۰۰۹ | دینامیت سیاه               | دینامیت سیاه     |                                            | Black Dynamite                   |
| ۲۰۰۹ | خون و استخوان              | بن               | و همچنین نویسنده                           | Blood and Bone                   |
| ۲۰۱۰ | چرا من هم ازدواج کردم؟     | مارکوس           |                                            | Why Did I Get Married Too?       |
| ۲۰۱۱ | عقب‌نشینی هرگز ۲: نابودی    | کیس واکر         | فیلم ویدئویی،همچنین کارگردان               | Never Back Down 2: The Beatdown  |
| ۲۰۱۱ | نیروی تاکتیکی              | شکار             | فیلم ویدئویی                               | Tactical Force                   |
| ۲۰۱۲ | شگفت‌انگیز عجیب             | کریس مانکوسکی    |                                            |                                  |
| ۲۰۱۲ | فیلی کید                   | آرتور لتس        | فیلم ویدئویی                               | The Philly Kid                   |
| ۲۰۱۴ | پلیس اندروید               | هاموند           | فیلم ویدئویی                               | Android Cop                      |
| ۲۰۱۴ | قدرت شاهین                 | جان چاپمن(شاهین) | فیلم ویدئویی                               | Falcon Rising                    |
| ۲۰۱۵ | تجارت پوست                 | نماینده اف بی آی | فیلم ویدئویی                               | Skin Trade                       |
| ۲۰۱۵ | شهر شکلات                  | پرینستون         | فیلم ویدئویی                               | Chocolate City                   |
| ۲۰۱۶ | عقب‌نشینی هرگز: تسلیم‌ناپذیر | کیس واکر         | فیلم ویدئویی،همچنین کارگردان               | Never Back Down: No Surrender    |
| ۲۰۱۶ | خاطرات ویژیلانته           | بارینگتون        | فیلم ویدئویی                               | Vigilante Diaries                |
| ۲۰۱۶ | شهر شکلات: نوار وگاس       | پرینستون         | فیلم ویدئویی                               | Chocolate City: Vegas Strip      |
| ۲۰۱۷ | یگان ضربت: تحت محاصره      | عقرب             | فیلم ویدئویی                               | S.W.A.T.: Under Siege            |
| ۲۰۱۸ | مرد حادثه‌آفرین             | میک              | فیلم ویدئویی                               | Accident Man                     |
| ۲۰۱۸ | ساختن یک قتل               | اورلاندو هادسون  | فیلم ویدئویی                               | Making a Killing                 |
| ۲۰۱۸ | کشیده شده در بتن           | بیسکویت          |                                            | Dragged Across Concrete          |
| ۲۰۱۹ | تهدید سه‌گانه               | دوروکس           | فیلم ویدئویی                               | Triple Threat                    |
| ۲۰۱۹ | برادر مخفی ۲               | برادر مخفی       | فیلم ویدئویی                               | Undercover Brother 2             |
| ۲۰۲۰ | به مرگ ناگهانی خوش آمدید   | جسی              |                                            | Welcome to Sudden Death          |
| ۲۰۲۰ | بتمن: روح اژدها            | صدا پیشه         |                                            | Batman: Soul Of The Dragon       |
| ۲۰۲۰ | بازگشت                     |                  | فیلم ویدئویی                               | Take Back                        |
| ۲۰۲۱ | گروگان سرکش                |                  |                                            | Rogue Hostage                    |
| ۲۰۲۲ | کماندو                     |                  |                                            | The Commando                     |
| ۲۰۲۲ | تقریبا مرده                |                  |                                            | As Good as Dead                  |
| ۲۰۲۳ | ام‌آر-۹                     |                  |                                            | MR -9                            |
| ۲۰۲۳ | جانی بلک یاغی              | جانی بلک         |                                            | Outlaw Johnny Black              |
| ۲۰۲۴ | یک فرصت دیگر               | رابرت جکسون      |                                            | One More Shot                    |
| ۲۰۲۵ | مرد مشکل‌ساز                | جکسن             | فیلم ویدئویی                               | Trouble Man                      |